# Лукијан Бовски
Свети Лукијан (умро око 290.) је хришћански мученик који је убијен у прогонима цара Диоклецијана. 
Пореклом је био Римљанин, знаменит због племићког порекла, богатства и учености. Неко време био је ученик апостола Петра. Доцније га је послао папа Климент с Дионисијем Ареопагитом у Галију на проповед Јеванђеља, рукоположивши га претходно за епископа бовског. Са великом ревношћу Лукијан је преносио хришћанство најпре по Галији а потом по Белгији. Када је цар Доментијан отпочео гоњење хришћана, послани су из Рима нарочити људи у Галију, да потраже и похватају хришћанске мисионаре. Они су прво ухватили и убили светог Дионисија, а потом пошли у потеру за Лукијаном. Нашавши га у Белгији, заједно са његовим помоћницима: презвитером Максијаном и ђаконом Јулијаном, они су на једном месту убили ову двојицу а на другом месту посекли Лукијана. У хришћанској традицији помиње се да се Лукијаново мртво тело дигло са земље, узело главу своју у руке и отишло тако до онога места, на коме је желео да буде сахрањен. Над његовим моштима би доцније је саграђена црква.
Српска православна црква слави га 3. јуна по црквеном, а 16. јуна по грегоријанском календару.